# Nikolajewsk-Zwischenfall

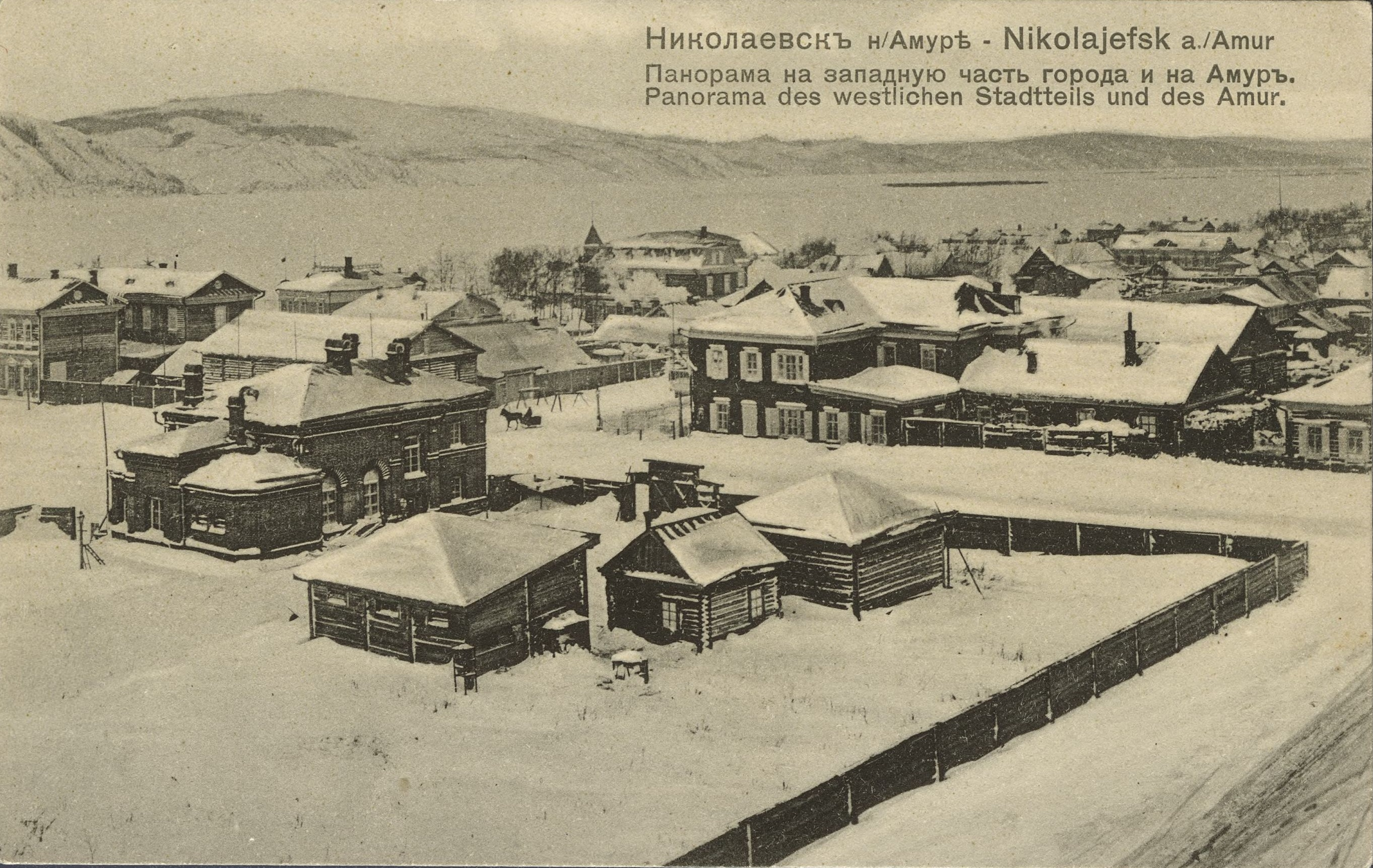
Teile von Nikolajewsk am Amur, um 1900

Der Nikolajewsk-Zwischenfall (russisch Николаевский инцидент, Nikolajewski inzident, jap. 尼港事件, Nikō jiken) war eine Reihe von Ereignissen während des Russischen Bürgerkriegs in der Zeit von Februar bis März 1920, die in einem Massaker an mehreren hundert Japanern in der sibirischen Stadt Nikolajewsk am Amur (jap. Nikō) gipfelten.
Anfang Februar 1920 befanden sich in Nikolajewsk eine japanische Gemeinde aus rund 450 Personen sowie eine Garnison aus 350 Angehörigen der 14. Division der Kaiserlich Japanischen Armee als Teil der Sibirischen Interventionskräfte. Im Januar 1920 wurde die Stadt von Partisanen unter dem Kommando von Jakow Trjapizyn, der in einem losen Bündnis mit der bolschewistischen Roten Armee stand, umstellt.
Da die Partisanen zahlenmäßig überlegen waren und durch die große Entfernung zu weiteren japanischen Truppenteilen kaum Aussicht auf eine Verstärkung der japanischen Garnison bestand, gewährte der Garnisonskommandeur den Truppen Trjapizyns unter einer weißen Fahne Zutritt zur Stadt. Als Trjapizyn jedoch begann, Sympathisanten der Weißen Bewegung zusammenzutreiben und hinzurichten, startete die japanische Armee am 12. März 1920 einen Überraschungsangriff. Dieser misslang jedoch kläglich und führte zur Hinrichtung der Überlebenden der Garnison und der Tötung zahlreicher japanischer Zivilisten, von denen schließlich nur 122 überlebten. Als Ende Mai eine japanische Expedition zur Ablösung der Garnisonstruppen eintraf, richtete Trjapizyn die übrig gebliebenen gefangenen Japaner und Russen hin und brannte die Stadt bis auf die Grundmauern nieder.
Die japanische Regierung reichte gegen die bolschewistische Regierung in Moskau Protest ein und verlangte eine Wiedergutmachung. Die russische Regierung reagierte darauf mit der Gefangennahme und Hinrichtung Trjapizyns. Dies genügte der japanischen Regierung jedoch nicht, und sie nahm diesen Zwischenfall zum Anlass, die Nordhälfte Sachalins zu besetzen und zögerte die diplomatische Anerkennung der Sowjetunion bis 1925 hinaus. Um einen direkten Krieg mit Japan zu vermeiden, gründete Sowjetrussland im April 1920 einen Pufferstaat, die Fernöstliche Republik, die bis 1922 bestand.